# Diazoaminobenzen
Diazoaminobenzen, DAAB – organiczny związek chemiczny z grupy związków triazowych.

## Właściwości
Tworzy żółte płatki lub słupki o temperaturze topnienia 98 °C. W temperaturze 150 °C rozkłada się w sposób wybuchowy. Jest praktycznie nierozpuszczalny w wodzie, natomiast dobrze rozpuszcza się w etanolu, benzenie, pirydynie i eterze dietylowym.

## Synteza
Diazoaminobenzen można otrzymać w reakcji soli aniliny z azotynem sodu:
PhNH
2·HCl + NaNO
2 → PhN
2Cl
PhNH
2 + PhN
2Cl → Ph−NH−N=N−Ph

## Zastosowanie
Produkcja barwników.

## Toksykologia
Dzięki słabej rozpuszczalności w wodzie możliwości zatrucia są małe. Zdarzają się tylko w wypadku wchłaniania par alkoholowych roztworów. Występują wtedy bóle głowy, ogólne osłabienie, utrata apetytu, bóle brzucha, biegunka, nudności, podrażnienia błon śluzowych oka i dróg oddechowych oraz skóry. Mogą również ulec uszkodzeniu nerki, co objawia się częstym oddawaniem moczu (możliwość krwiomoczu).
Istnieją podejrzenia o wpływ diazoaminobenzenu na powstawanie raka pęcherza.

## ZaleceniaBHP
Pomieszczenie pracy powinno być dobrze wentylowane, aparatura szczelna. Pracownicy winni po pracy dobrze obmyć całe ciało i włosy, o ile są zatrudnieni przy alkoholowych lub innych łatwo parujących roztworach diazoaminobenzenu. Należy pracować w ubraniach ochronnych i rękawicach, a przy parujących roztworach – także w maskach i okularach.
Zatrutego należy dokładnie obmyć, zapewnić świeże powietrze, podać środki nasercowe i przekazać lekarzowi.